# Nude Records
Nude Records bylo britské nezávislé hudební vydavatelství se sídlem v Londýně, které v roce 1991 založil Saul Galpern. Mezi umělce, kteří zde vydávali své nahrávky, patří například Goya Dress, Suede, Black Box Recorder nebo Geneva. Poté, co v roce 2001 vydavatelství ztratilo distribuční smlouvu se Sony, začalo se rozpadat.